# Rodrigo Battaglia
Rodrigo Andrés Battaglia (Morón, 12 juli 1991) is een Argentijns-Italiaans voetballer die doorgaans speelt als middenvelder. In januari 2025 verruilde hij Atlético Mineiro voor Boca Juniors. Battaglia maakte in 2018 zijn debuut in het Argentijns voetbalelftal.

## Clubcarrière
Battaglia speelde in de jeugd van Vélez Sarsfield en Club Almagro. Hij brak uiteindelijk door bij Huracán. Na drie seizoenen verkaste de middenvelder naar Racing Club, wat hij na een halfjaar weer verliet voor Sporting Braga. Tussen augustus 2014 en januari 2017 speelde Battaglia achtereenvolgens op huurbasis voor Moreirense, Rosario Central en Chaves. De Argentijn was in de tweede helft van het seizoen 2016/17 voornamelijk basisspeler bij Braga en hierna nam Sporting CP hem over voor circa vierenhalf miljoen euro. Bij zijn nieuwe club zette hij zijn handtekening onder een verbintenis voor de duur van vijf seizoenen. In de zomer van 2018 verlengde hij zijn contract met één seizoen tot medio 2023. Battaglia werd medio 2020 verhuurd aan Deportivo Alavés. Een jaar later nam RCD Mallorca hem op huurbasis over. Na de verhuurperiode tekende hij op vaste basis voor Mallorca, voor twee seizoenen. In maart 2023 trok Atlético Mineiro de middenvelder aan voor circa achthonderdduizend euro. Battaglia keerde in januari 2025 terug in Argentinië, toen hij voor Boca Juniors ging spelen.

## Clubstatistieken
| Seizoen | Club               | Competitie       | Competitie | Competitie | Beker | Beker | Internationaal | Internationaal | Totaal | Totaal |
| Seizoen | Club               | Competitie       | Wed.       | Dlp.       | Wed.  | Dlp.  | Wed.           | Dlp.           | Wed.   | Dlp.   |
| ------- | ------------------ | ---------------- | ---------- | ---------- | ----- | ----- | -------------- | -------------- | ------ | ------ |
| 2010/11 | Huracán            | Primera División | 29         | 1          | 0     | 0     | —              | —              | 29     | 1      |
| 2011/12 | Huracán            | Primera B        | 32         | 3          | 0     | 0     | —              | —              | 32     | 3      |
| 2012/13 | Huracán            | Primera B        | 7          | 0          | 0     | 0     | —              | —              | 7      | 0      |
| 2013/14 | Racing Club        | Primera División | 8          | 0          | 0     | 0     | 1              | 0              | 9      | 0      |
| 2013/14 | Sporting Braga     | Primeira Liga    | 6          | 0          | 1     | 0     | —              | —              | 7      | 0      |
| 2014/15 | → Moreirense       | Primeira Liga    | 24         | 2          | 6     | 1     | —              | —              | 30     | 3      |
| 2015/16 | → Moreirense       | Primeira Liga    | 10         | 1          | 0     | 0     | —              | —              | 10     | 1      |
| 2016    | → Rosario Central  | Primera División | 4          | 0          | 0     | 0     | 1              | 0              | 5      | 0      |
| 2016/17 | → Chaves           | Primeira Liga    | 14         | 3          | 3     | 1     | —              | —              | 17     | 4      |
| 2016/17 | Sporting Braga     | Primeira Liga    | 16         | 1          | 3     | 0     | —              | —              | 19     | 1      |
| 2017/18 | Sporting CP        | Primeira Liga    | 33         | 1          | 10    | 0     | 14             | 2              | 57     | 3      |
| 2018/19 | Sporting CP        | Primeira Liga    | 8          | 0          | 1     | 0     | 2              | 0              | 11     | 0      |
| 2019/20 | Sporting CP        | Primeira Liga    | 15         | 0          | 3     | 0     | 2              | 0              | 20     | 0      |
| 2020/21 | → Deportivo Alavés | Primera División | 32         | 1          | 3     | 0     | —              | —              | 35     | 1      |
| 2021/22 | → RCD Mallorca     | Primera División | 26         | 0          | 5     | 0     | —              | —              | 31     | 0      |
| 2022/23 | RCD Mallorca       | Primera División | 15         | 0          | 3     | 0     | —              | —              | 18     | 0      |
| 2023    | Atlético Mineiro   | Série A          | 23         | 0          | 4     | 1     | 7              | 0              | 34     | 1      |
| 2024    | Atlético Mineiro   | Série A          | 35         | 2          | 8     | 1     | 13             | 1              | 56     | 4      |
| 2025    | Boca Juniors       | Primera División | 3          | 0          | 0     | 0     | 0              | 0              | 3      | 0      |
| Totaal  | Totaal             | Totaal           | 340        | 14         | 50    | 4     | 39             | 3              | 429    | 21     |

Bijgewerkt op 6 februari 2025.

## Interlandcarrière
Battaglia werd in mei 2018 door bondscoach Jorge Sampaoli opgenomen in de voorselectie van het Argentijns voetbalelftal voor het WK voetbal in Rusland. Een week later was hij een van de twaalf spelers die afgevallen waren voor de definitieve selectie voor het eindtoernooi. Battaglia maakte zijn debuut in de nationale ploeg op 11 september 2018, toen met 0–0 gelijkgespeeld werd tegen Colombia. Battaglia mocht van bondscoach Lionel Scaloni in de basis beginnen en hij speelde negentig minuten mee.
| Interlands van Rodrigo Battaglia voor Argentinië | Interlands van Rodrigo Battaglia voor Argentinië | Interlands van Rodrigo Battaglia voor Argentinië | Interlands van Rodrigo Battaglia voor Argentinië | Interlands van Rodrigo Battaglia voor Argentinië | Interlands van Rodrigo Battaglia voor Argentinië | Interlands van Rodrigo Battaglia voor Argentinië |
| №                                                | Datum                                            | Wedstrijd                                        | Uitslag                                          | Competitie                                       | Goals                                            |                                                  |
| Als speler bij Sporting CP                       | Als speler bij Sporting CP                       | Als speler bij Sporting CP                       | Als speler bij Sporting CP                       | Als speler bij Sporting CP                       | Als speler bij Sporting CP                       | Als speler bij Sporting CP                       |
| ------------------------------------------------ | ------------------------------------------------ | ------------------------------------------------ | ------------------------------------------------ | ------------------------------------------------ | ------------------------------------------------ | ------------------------------------------------ |
| 1                                                | 11 september 2018                                | Colombia – Argentinië                            | 0 – 0                                            | Vriendschappelijk                                |                                                  |                                                  |
| 2                                                | 16 oktober 2018                                  | Brazilië – Argentinië                            | 1 – 0                                            | Vriendschappelijk                                |                                                  |                                                  |

Bijgewerkt op 25 december 2023.

## Erelijst
| Taça de Portugal | 1 | 2018/19          |
| Taça da Liga     | 2 | 2017/18, 2018/19 |